# Ernst Zinsser

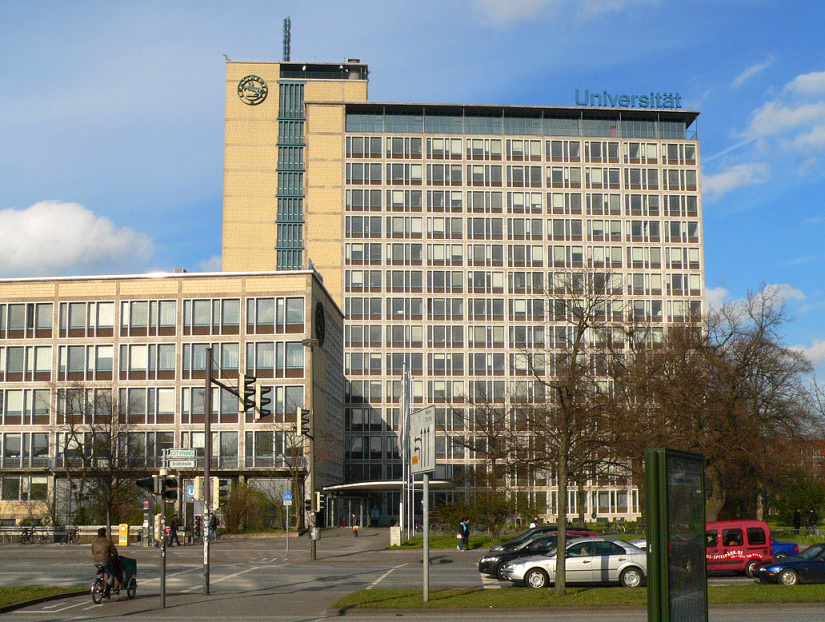
Ehemalige Hauptverwaltung der Continental AG am Königsworther Platz in Hannover, 1952/1953 nach Plänen von Ernst Zinsser und Werner Dierschke,
seit 1995 Universitätsgebäude („Conti-Campus“)

Ernst Adolf Zinsser (* 26. Juni 1904 in Köln; † 16. Dezember 1985 in Hannover) war ein deutscher Architekt. Nach einer Tätigkeit als Baubeamter eröffnete er 1935 ein eigenes Architekturbüro. Von 1947 bis 1971 war Zinsser Professor für Entwerfen und Gebäudekunde im Fachbereich Architektur der Technischen Hochschule Hannover.

## Leben
Zinsser war Sohn des Dermatologen und Universitätsprofessors Ferdinand Zinsser. Erste Anregungen zur Architektur erfuhr er durch den damals nach Köln berufenen Hamburger Stadtplaner Fritz Schumacher. Sein Studium führte ihn an die Hochschulen in Stuttgart, Karlsruhe, Danzig und Dresden. Sein Beitrag zur Gestaltung eines Festplatzes als studentische Jahresarbeit wurde ihm 1928 als Diplomarbeit anerkannt. Nach dem Diplom 1929 in Karlsruhe trat er 1931 in Berlin eine Referendariatsstelle an und legte 1933 die Staatsprüfung zum Regierungsbaumeister mit Auszeichnung ab.

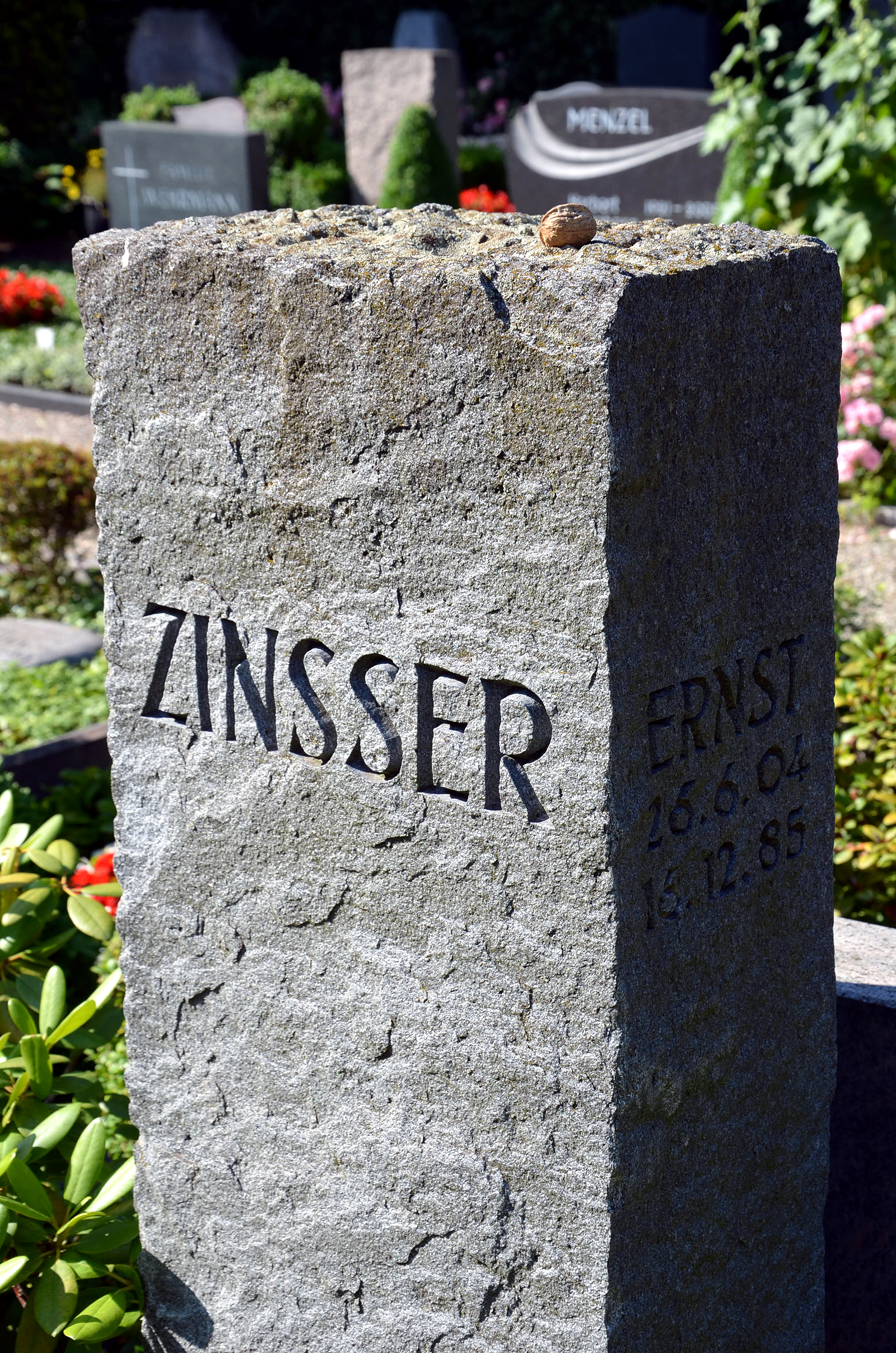
Grabstelle von Ernst Zinsser auf dem Kirchröder Friedhof in Hannover

Ernst Zinsser war verheiratet mit Ursula geb. Erdmannsdörffer (1911–2000). Aus der Ehe gingen vier Kinder hervor. Seine ältere Schwester Auguste (genannt „Gussie“) war die zweite Frau von Konrad Adenauer.
1935 trat Zinsser aus dem Staatsdienst aus und begann seine Privattätigkeit in Berlin. 1936 übersiedelte er nach Hannover. Ein erster Auftrag kam 1937 von seinem Schwager Konrad Adenauer für dessen Haus in Rhöndorf. Des Weiteren wurde er bekannt durch seine Thingstätten, die er mit seinem Studienfreund Fritz Schaller plante.
Noch bevor mit dem Überfall auf Polen der Zweite Weltkrieg ausbrach, wurde Zinsser für die Planung der Bauten des hannoverschen Betriebes der Vereinigten Leichtmetall Werke (VLW) und deren Tochterfirma Metallwerk Hannover (MEHA) in Laatzen – das heutige Messegelände – „unabkömmlich“ (UK) gestellt und musste daher keinen Dienst in der Wehrmacht leisten. Ab 1942 war Zinsser mit dem Bau von Werksanlagen in Posen-Kreising (damals Reichsgau Wartheland) für die Focke-Wulf GmbH beauftragt, wo er ein eigenes Büro unterhielt. In dem neuen Werk sollten Fw-190-Jagdflugzeuge gebaut werden.
Die Wahl des damaligen Wirtschaftsministers Alfred Kubel, für die erste Exportmesse im Jahr 1947 das Gelände der ehemaligen Metallwerke in Laatzen zu nutzen, geht auf einen Vorschlag Zinssers zurück, den er ihm zusammen mit Wilhelm Hübotter unterbreitete.
Er erlangte über die Grenzen Hannovers hinaus besondere Beachtung durch den Bau der neuen Hauptverwaltung der Continental Gummiwerke am Königsworther Platz (zusammen mit Werner Dierschke) – damals mit 15 Stockwerken der höchste Neubau der noch neuen Bundesrepublik.
Viele Bauten von Ernst Zinsser wurden mit dem Architekturpreis des Bundes Deutscher Architekten (BDA) ausgezeichnet und stehen heute unter Denkmalschutz.

## Bauten

### Industrie- und Gewerbebauten

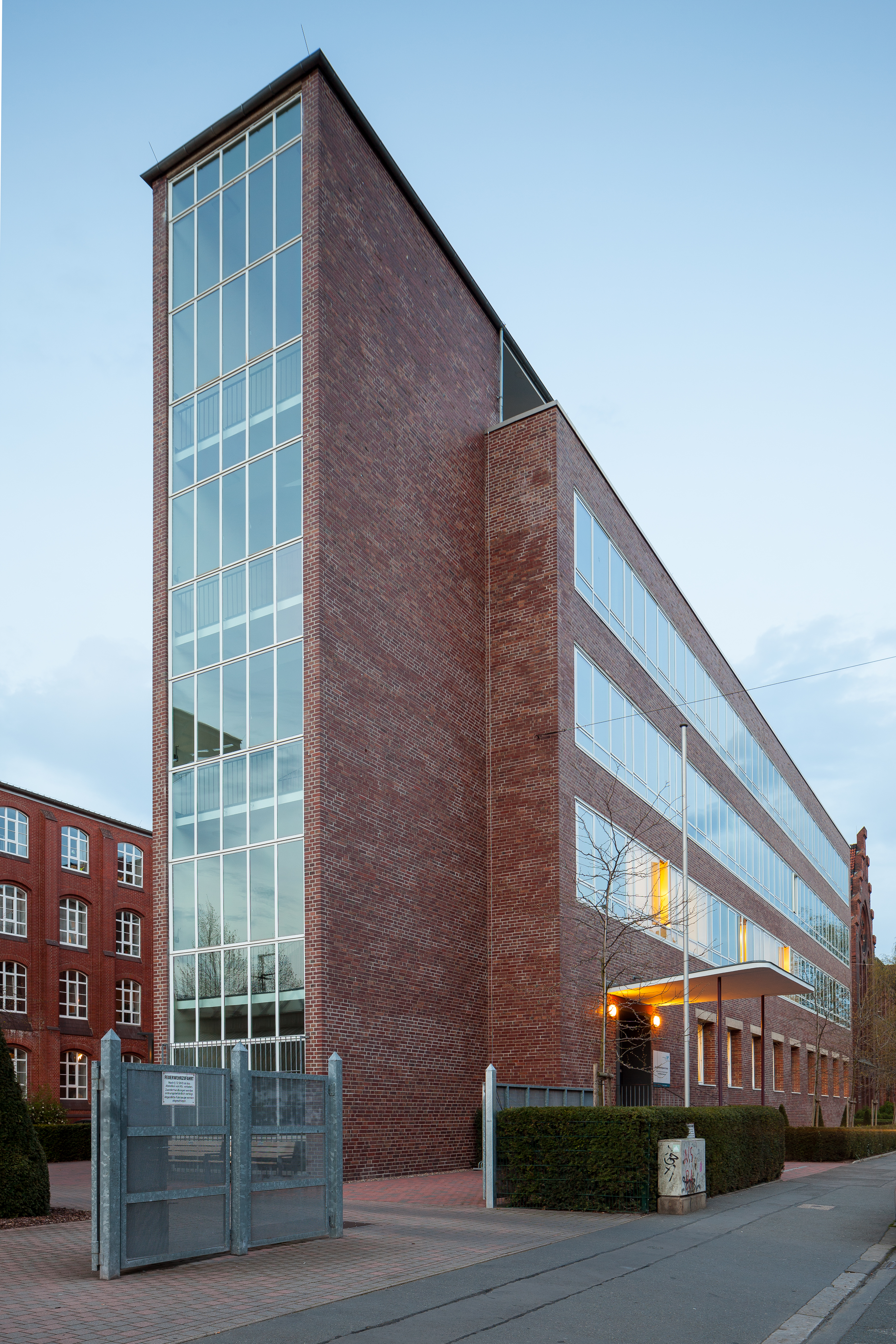
1951: Geschäftsbücherfabrik Edler & Krische, Kestnerstraße 42, Hannover

- 1935–1943: Werkanlagen der Vereinigten Leichtmetall Werke (VLW), Göttinger Chaussee 14 in Hannover-Linden (Süd)
- 1936–1942: Werkanlagen Metallwerk Hannover (MEHA - Tochterfirma der VLW) in Laatzen (heutiges Messegelände, Hallen sind durch Neubauten ersetzt)
- 1940/41: Fabrikgebäude der Huth-Apparatefabrik GmbH, Göttinger Chaussee 76 in Hannover-Ricklingen (ab Herbst 1946 Telefunken)
- 1942–1944: Werkanlagen für den Flugzeugbau der Focke-Wulf GmbH in Posen-Kreising
- 1951: Edler + Krische (EKAHA) (Wiederaufbau des Straßenflügels der teilweise kriegszerstörten Geschäftsbücherfabrik Edler & Krische aus den 1880er Jahren), Kestnerstraße 42 in Hannover-Südstadt – Architekturpreis des BDA in Niedersachsen 1976. (Das Gebäude wird als ReHa-Klinik vom Gesundheitszentrum Hannover, einer Zweigniederlassung der Parkklinik Bad Rothenfelde genutzt.)
- 1954: Versand- und Lagerhalle, noch heute Zinsserhalle genannt, der Bettfedernfabrik Werner & Ehlers in Hannover, jetzt Sitz des Vereins FAUST

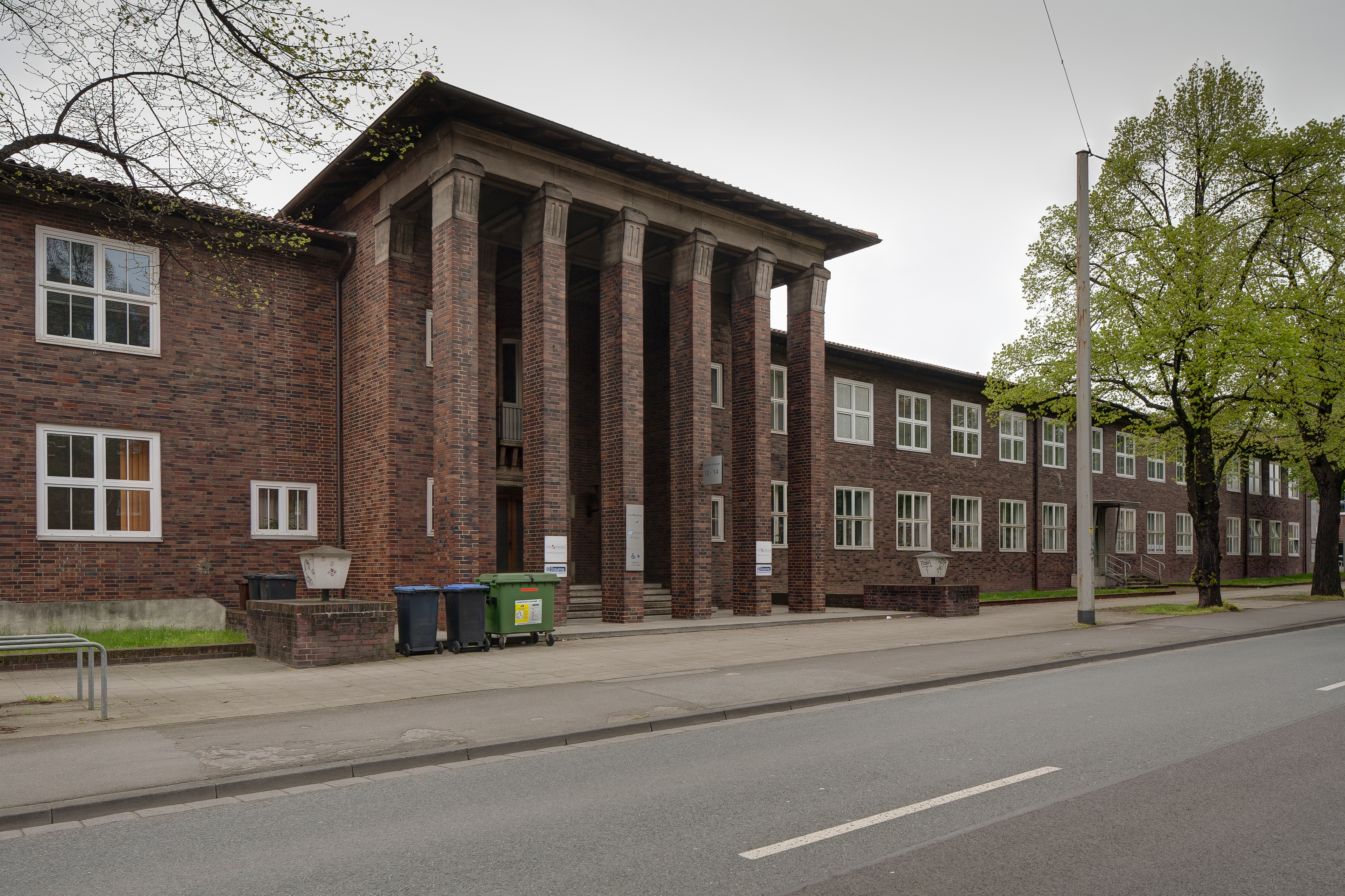
1935–1943: Werk der Vereinigten Leichtmetall Werke
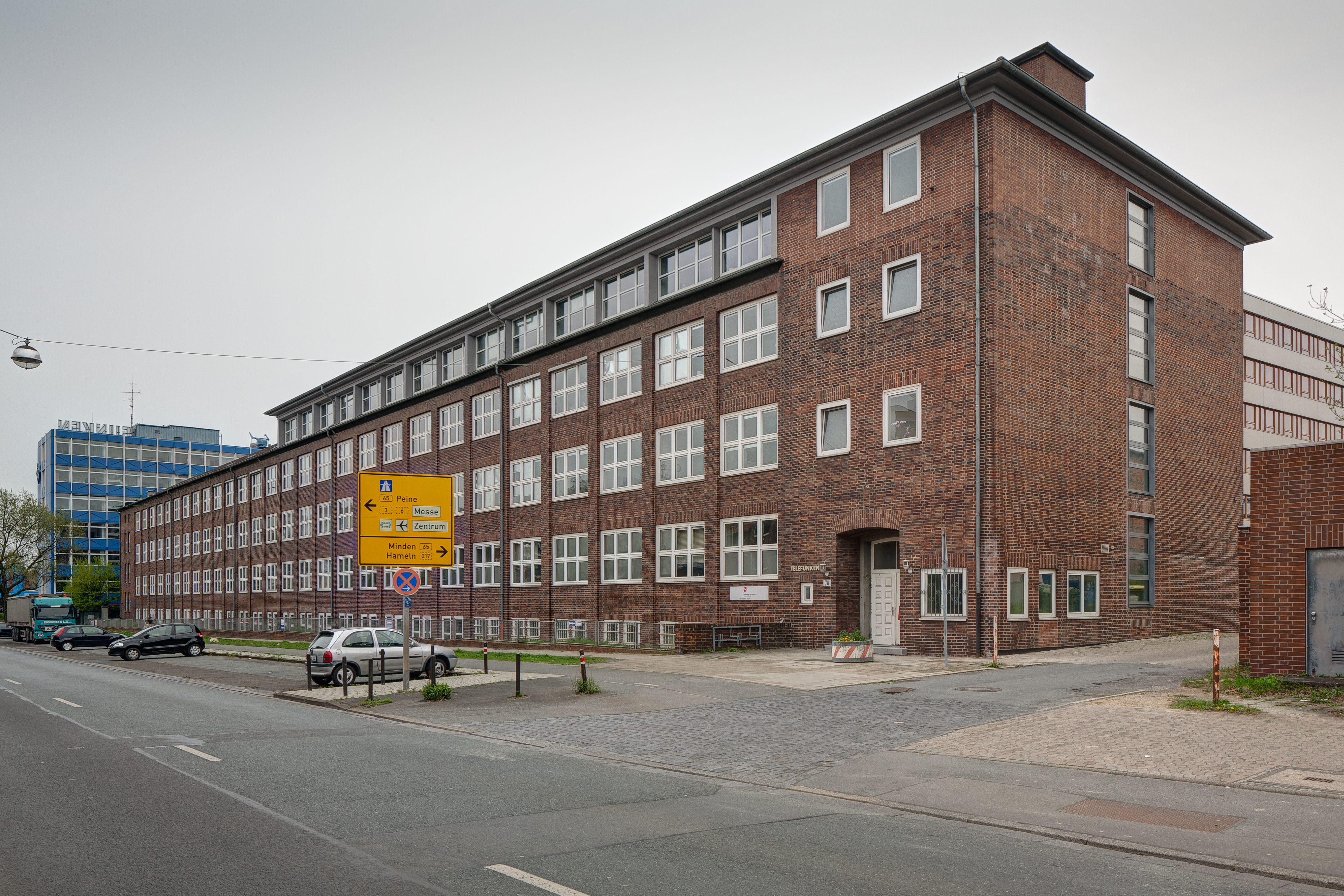
1940/41: Huth-Apparatefabrik

### Hotelbauten
- 1947–1952: Kastens Hotel Luisenhof in Hannover (zusammen mit Georg Seewald**) (Wiederaufbau und Erweiterung)
- 1952: Hotel Columbus am Bahnhofsplatz in Bremen (heute Star Inn Hotel Bremen Columbus)
- 1954–1955: Staatl. Kurhotel Bad Pyrmont (Umbau nach Nutzung als Lazarett)
- 1962–1963: Staatl. Kurhaus Bad Nenndorf
- 1968–1970: Hotel Am Leineschloß, Am Markte 12 in Hannover-Mitte (zusammen mit H.-J. Meyer-Delvendahl**)

### Kirchenbauten
- 1946–1951: St.-Marien-Kirche in Laatzen-Grasdorf (Wiederaufbau)
- 1955–1956: Friedenskirche in Ludwigshafen am Rhein (Wiederaufbau, unter Denkmalschutz)
- 1964–1966: Gemeindezentrum Ansgarkirche, Voltmerstraße 66 in Hannover-Hainholz (Turm 2001 abgetragen)

### Saalbauten, Versammlungsstätten
- Konferenz- u. Aufenthaltsräume der Generaldirektion VW-Werk in Wolfsburg
- 1952/53 Messehalle 10 (Haus der Elektroindustrie) in Hannover-Laatzen (1998 abgerissen)
- 1962 Stadthalle Hannover, Theodor-Heuss-Platz 1–3 (Innengestaltung Kuppelsaal und Restaurationsräume)
- 1969 Ehrenhalle für das Ehrenmal der Luftwaffe und der Luftfahrt in Fürstenfeldbruck

### Schulbauten
- 1952: Waldorfschule Hannover-Maschsee (Teil)[3]
- 1957–1958: Volksschule In der Flage / Uhlandstraße in Hannover
- 1960–1962: Volksschule Leipziger Straße 38 in Hannover-Vahrenheide (unter Denkmalschutz)
- 1966–1968: Volksschule Bevenser Weg / Lüneburger Damm in Hannover
- 1966–1968: Volksschule Gartenheimstraße in Hannover-Bothfeld

### Verwaltungsbauten

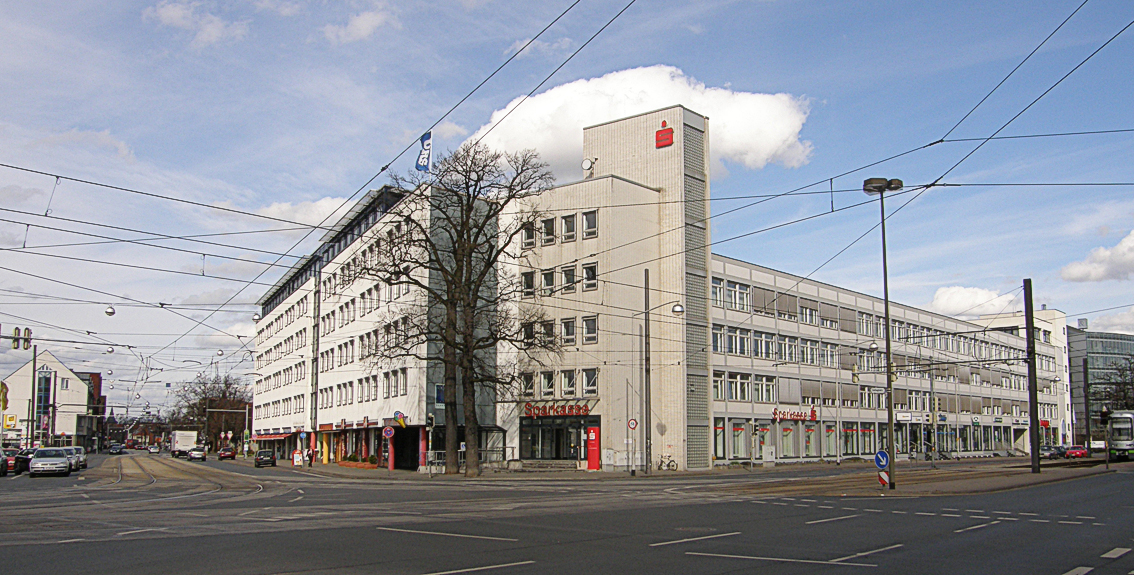
1955–1956: Denkmalgeschütztes Büro- und Fabrikgebäude der Geha-Werke, Hannover

- 1950–1951: Stadtsparkasse Hannover, Goseriede 7 in Hannover-Mitte (unter Denkmalschutz)
- 1950–1951: Verwaltung und Zentrallabor Kali-Chemie AG (heute Solvay), Hans-Böckler-Allee 20 in Hannover (1976 Architekturpreis des BDA) (unter Denkmalschutz)
- 1951–1953: Continental-Hochhaus, Hauptverwaltung der Continental Gummiwerke AG, Königsworther Platz 1 in Hannover (zusammen mit Werner Dierschke, unter Denkmalschutz, seit 1995 als Conti-Campus von der Universität Hannover genutzt)[4][5]
- 1955–1956: Büro- und Fabrikgebäude der Geha-Werke, Podbielskistraße 321 in Hannover-Bothfeld (unter Denkmalschutz)
- 1955–1956: Ministerium für Ernährung, Landwirtschaft und Forsten in Kiel (1969 Architekturpreis des BDA, unter Denkmalschutz)
- 1955–1957: Verwaltungs- und Fabrikgebäude der Fa. Feinkost-Appel, Engelbosteler Damm 72 in Hannover-Nordstadt
- 1958–1959: Büro- und Geschäftshaus Gundlach, Rathenaustraße 9 / Theaterstraße in Hannover-Mitte
- vor 1962: Kasernenanlage in Niedersachsen[6]
- 1964–1965: Kirchenkanzlei der Evangelischen Kirche Deutschlands (EKD), Herrenhäuser Straße 2 in Hannover-Herrenhausen (Das Gebäude wird von der Universität Hannover genutzt, seit die EKD 1985 einen Neubau bezog.)
- 1965–1967: Rechenzentrum der Continental Gummiwerke AG, Körnerstraße / Schloßwender Straße in Hannover (zusammen mit Hans-Jürgen Meyer-Delvendahl) (Das Gebäude wird als Bibliothek von der Universität Hannover genutzt.)**

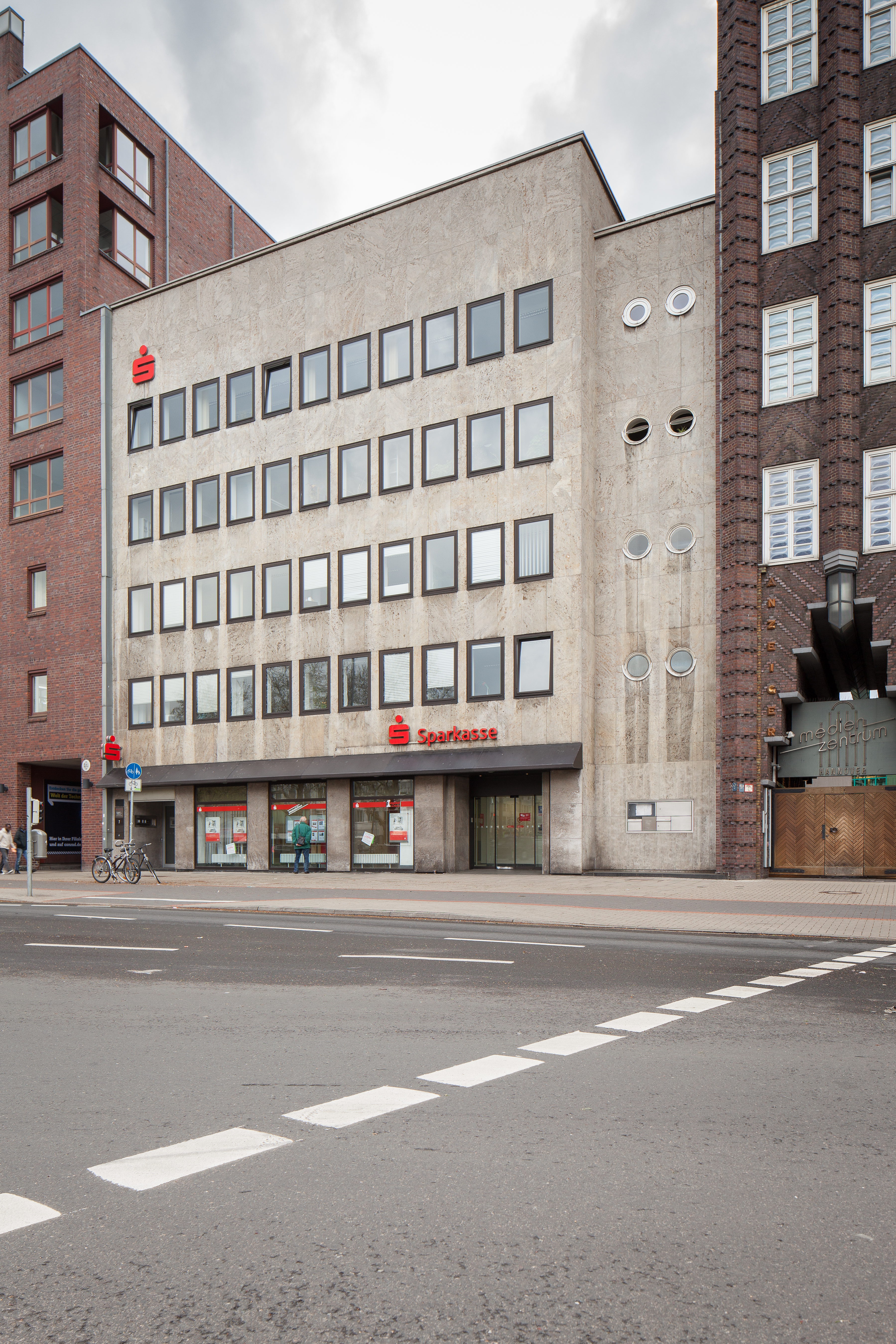
1950–51: Filiale Goseriede der Sparkasse Hannover
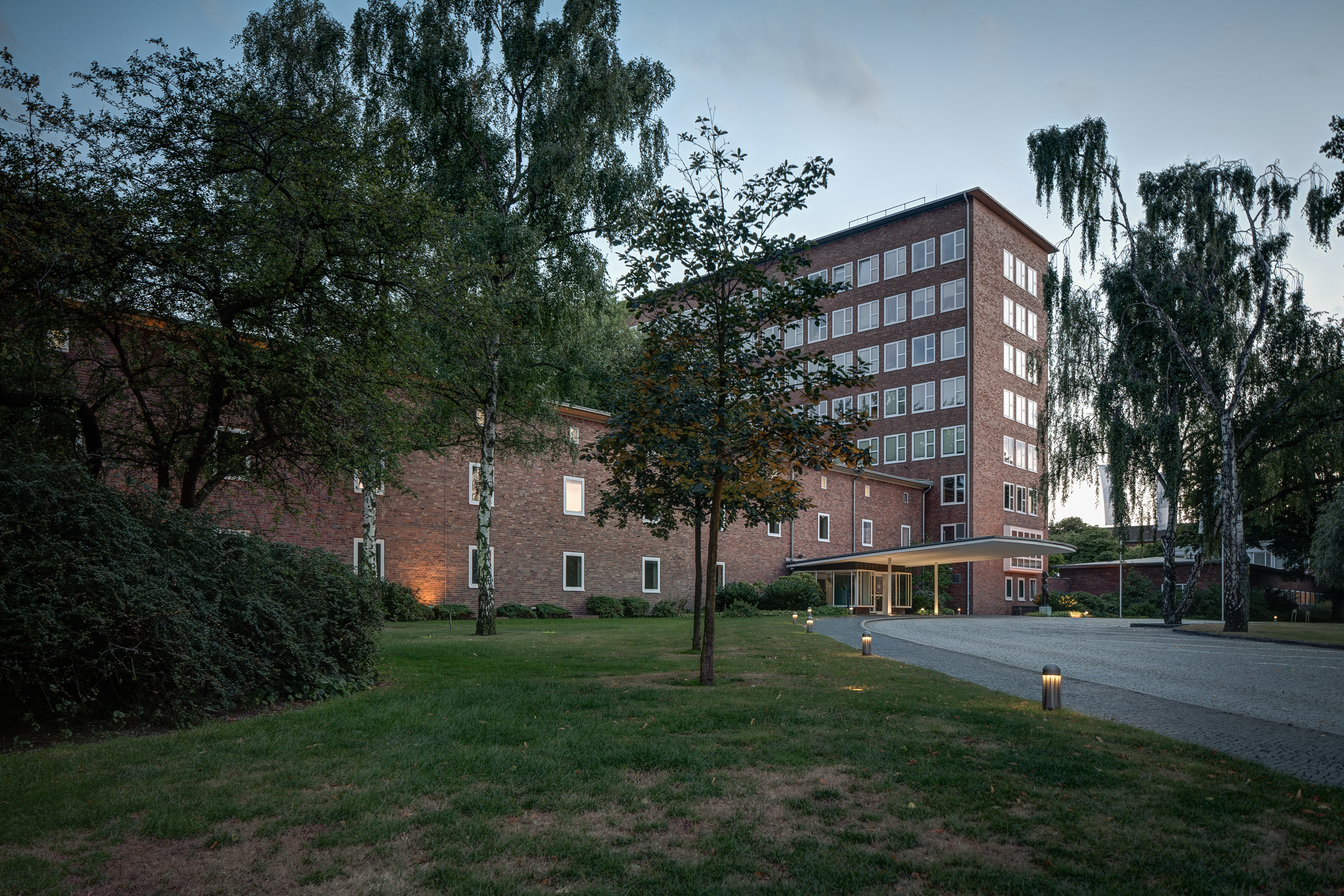
1950–51: Verwaltungsgebäude und Zentrallabor der Solvay GmbH, Hannover
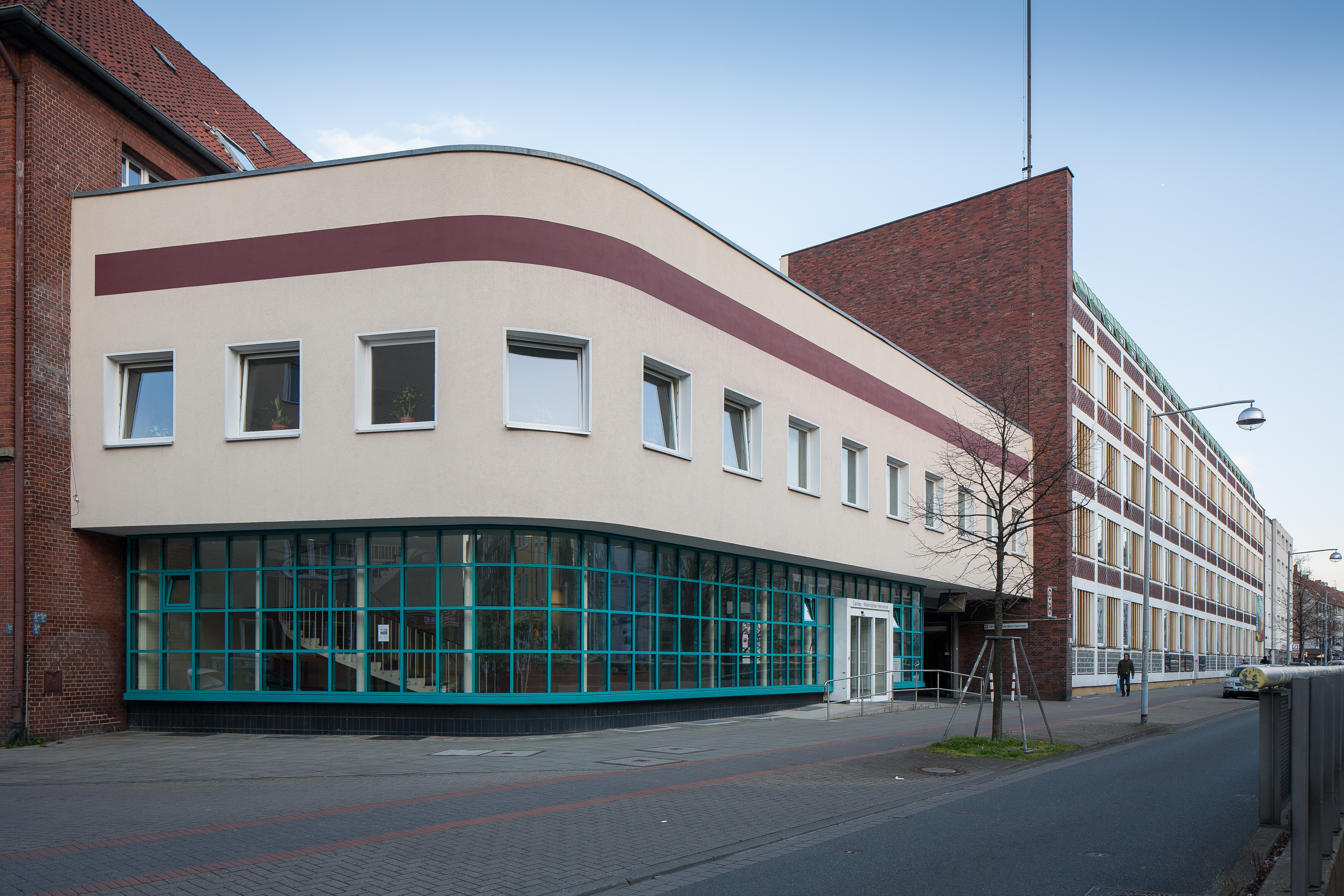
1955–57: Appel Feinkost, Engelbosteler Damm 72, Hannover
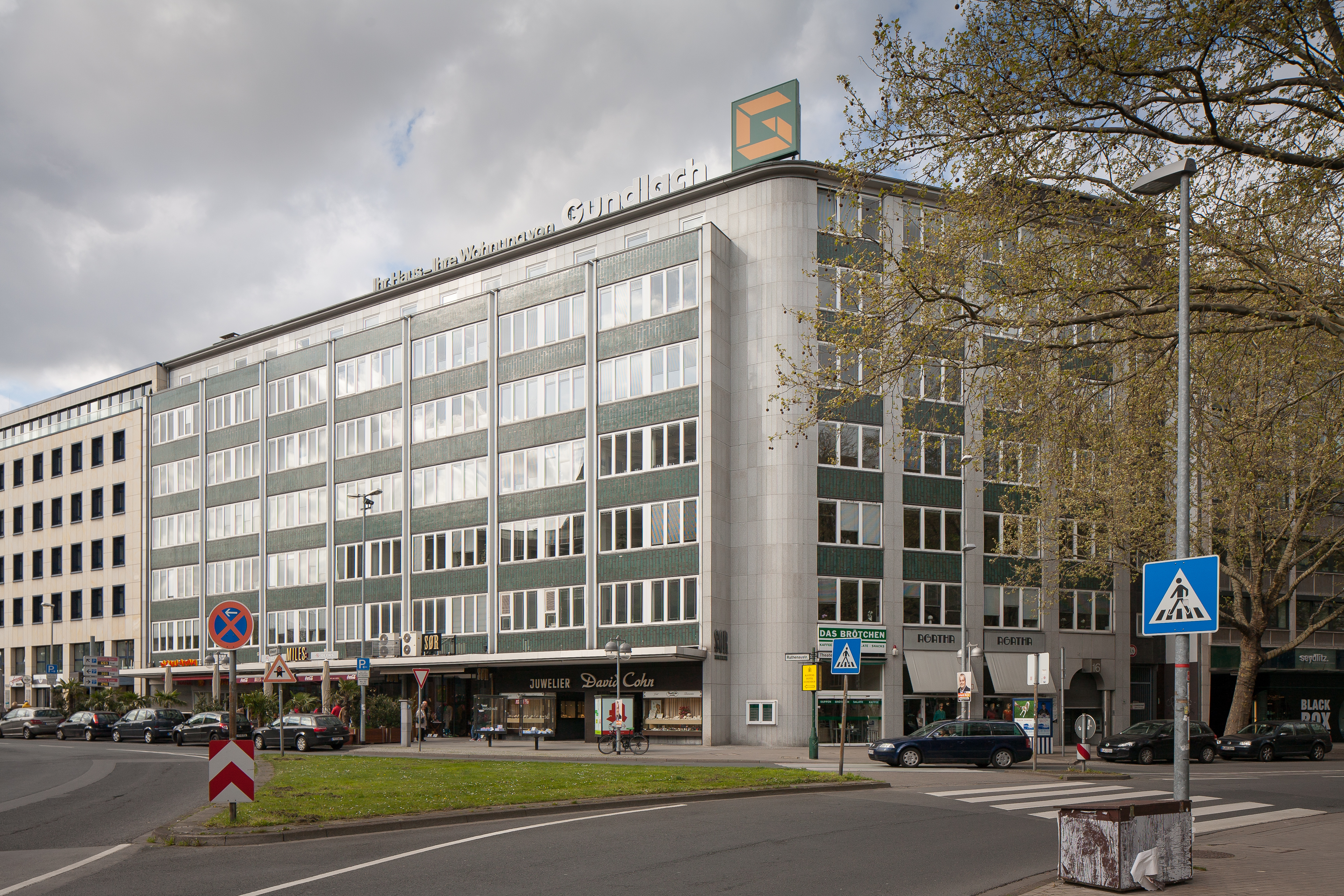
1958–1959: Büro- und Geschäftshaus Gundlach, Hannover
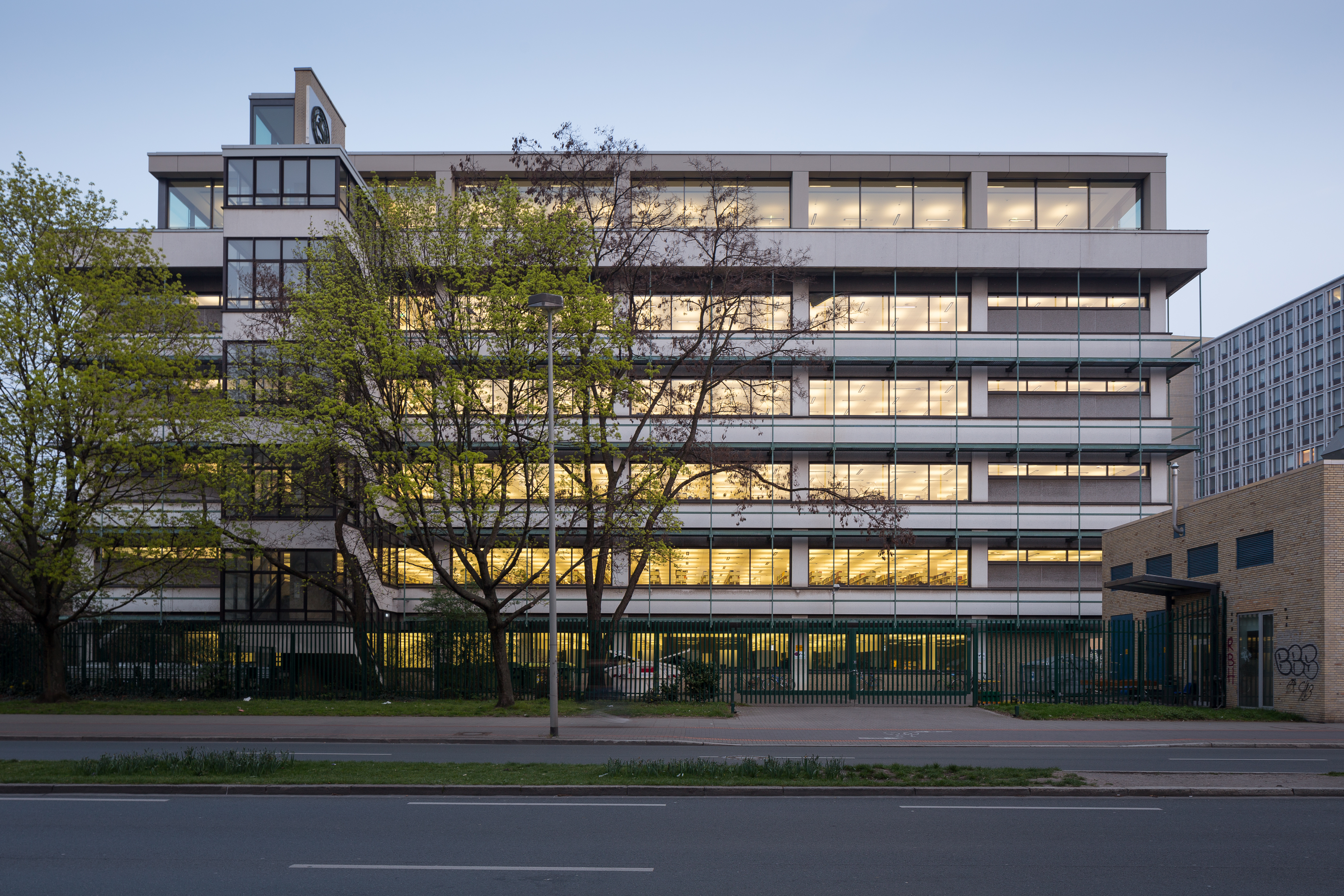
1965–1967: Rechenzentrum der Continental Gummiwerke AG, Hannover

### Wohn- und Geschäftsbauten

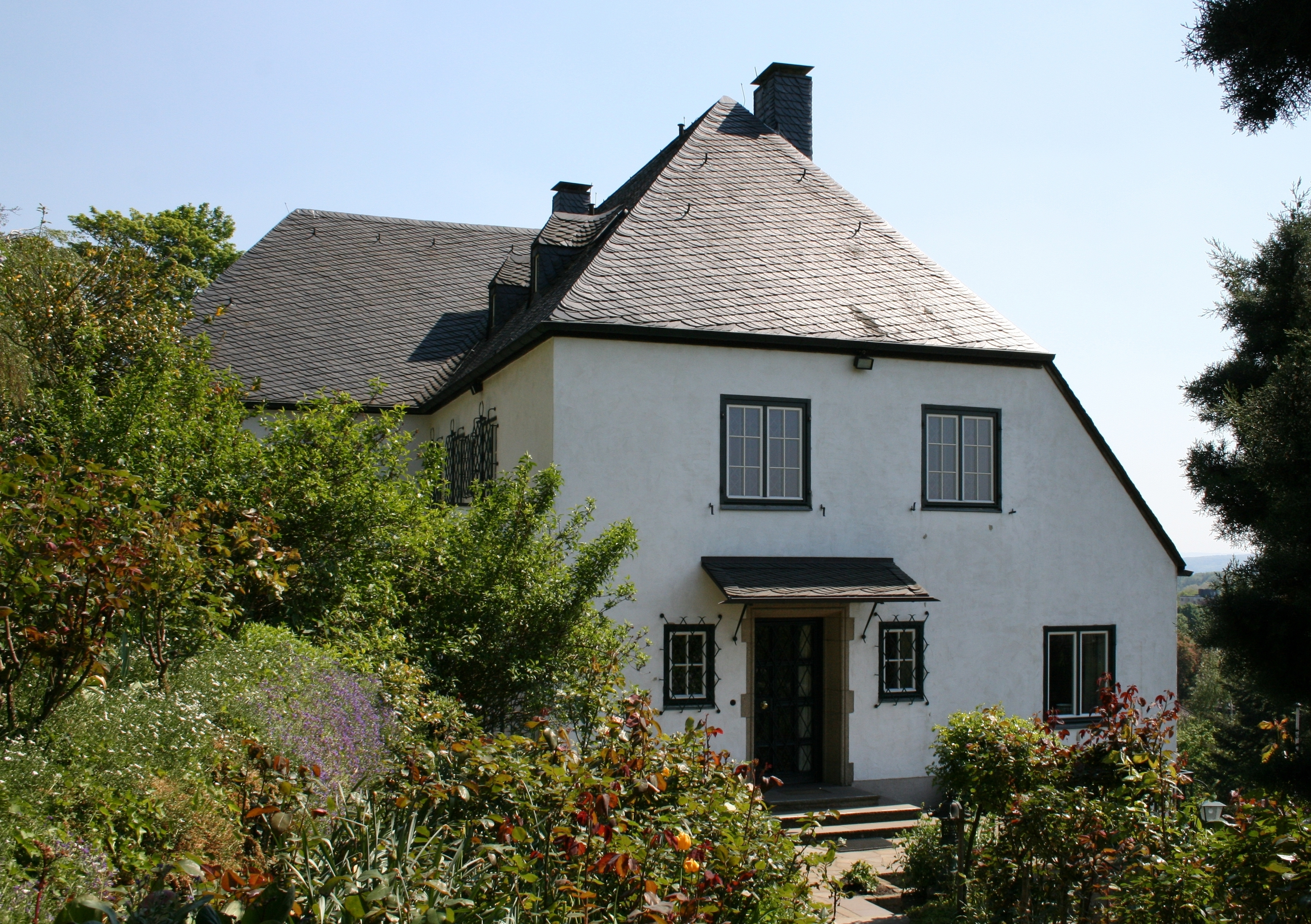
Konrad Adenauers Wohnhaus
in Rhöndorf/Rhein

- 1936: Wohnhaus Berliner Str. 14 in Hemmingen (Niedersachsen)
- 1950–1951: Wohn- und Geschäftshäuser Knochenhauerstraße 6, 8, 10, 12, 14 und Am Marstall 1 in Hannover-Mitte, Kreuzkirchenviertel (1976 Architekturpreis BDA an verschiedene Architekten für die gesamte Anlage, unter Denkmalschutz)
- Konfektionsgeschäft Otto Werner, Osterstraße 16 in Hannover-Mitte (Ausbau der Passage)
- 1950: Ladengeschäft der Sprengel Schokoladenfabrik in Hannover-Mitte, Georgstraße 22 (Innenausbau)
- 1950–1951: Wohnhaus Zinsser, Ostfeldstr. jetzt Muthesiusweg 12 in Hannover-Kirchrode
- 1952: Haus M., Hannover[7]
- 1959: Wohnhaus (für Gerhard Grosse**), Schopenhauerstraße 6 in Hannover-Kleefeld (1976 Architekturpreis BDA, unter Denkmalschutz, 2001 von der Denkmalliste gestrichen und durch Neubau ersetzt)
- 1961: Wohnhaus Ringelnatzweg 12 in Hannover-Herrenhausen (unter Denkmalschutz)

Angaben nach Ralph Haas (vgl. Literatur) und Aufzeichnungen von Wilhelm Behnsen, 1947–1968 Mitarbeiter des Büros Zinsser in Hannover (*)

Ergänzungen nach Architektur in Hannover seit 1900. (vgl. Literatur) (**)